# The Sandman (Wrestler)
James „Jim“ Fullington (* 16. Juni 1963 in Philadelphia, Pennsylvania) ist ein US-amerikanischer Wrestler und Unternehmer. Bekannt wurde er vor allem unter seinem Ringnamen (The) Sandman.

## Karriere

### NWA Tri-State Wrestling Alliance (1992)
Anfang des Jahres 1992 begann Fullington seine Wrestling-Karriere mit einem Surfergimmick in kleinen Independent-Ligen. Als Fullington wenig später unter dem Pseudonym Mr. Sandman in der Tri-State Wrestling Alliance antrat, konnte er seine ersten Erfahrungen in einer größeren Promotion zu sammeln.

### NWA Eastern Championship Wrestling (1992–1998)
Im April 1992 schloss er sich, nach dem Verkauf der TWA an Tod Gordon, der NWA Eastern Championship Wrestling an. Nach der Umbenennung der Liga in Extreme Championship Wrestling nahm der Ring-Charakter von Fullington unter seiner Managerin Woman seine endgültigen Formen an. Er nannte sich nun The Sandman und dieser Ring-Charakter veränderte sich auch in den folgenden Jahren kaum. Fullington kam rauchend in die Halle (obwohl bei allen Wrestling-Veranstaltungen absolutes Rauchverbot herrschte!) und trank bereits auf seinem Weg in den Ring Bier. Anfangs war es Flaschen- und später Dosen-Bier. Er schlug sich anschließend die Dosen an seine Stirn. Deshalb blutete Fullington bereits vor einem Match. Ein weiteres Kennzeichen für sein Gimmick war der Kendostick, den Fullington „Singapore Cane“ nannte. Als Entrance- bzw. Eingangs-Musik benutzte James Fullington das Lied „Enter Sandman“ von Metallica und kam überwiegend durch die Zuschauerreihen zum Ring.
In der ECW überzeugte Fullington vor allem durch seinen immer brutaler werdenden Wrestlingstil. Wie die meisten ECW-Wrestler liebte auch er durchaus den Einsatz von sogenannten „illegalen Waffen“ (stählerne Ringpfosten und -absperrungen, Klappstühle, Tische, Stacheldraht, Verkehrsschilder oder auch allem, was er so von den Zuschauern „abstauben“ konnte). Nach den Matches ging Fullington wieder rauchend und Bier trinkend aus der Halle hinaus.
Eine seiner ersten großen Fehden hatte er gegen Tommy Dreamer. Dieser war ebenfalls 1992 zur ECW gestoßen und wurde des Öfteren von Fullington angegriffen. Nach einem gewonnenen Match gegen Dreamer verprügelte Fullington diesen mit seinem Kendostick so sehr, dass Dreamer den Ring mit einem blutüberströmten und völlig zerschlagenen Rücken verließ. Damit galt diese Fehde eigentlich als abgeschlossen. Aber als Dreamer wenig später Fullington mit dessen Stick angriff, passierte ein schrecklicher Unfall: Dreamer schlug Fullington versehentlich fast ein Auge aus und verletzte das andere Auge so stark, dass Fullington zu erblinden drohte. Fullington kam ins Krankenhaus und war anschließend für weitere vier Wochen für niemanden offiziell zu erreichen. Inzwischen war es aber Paul Heyman gelungen, Fullington zu kontaktieren und beide arbeiteten einen denkwürdigen Angle aus: Tommy Dreamer sollte sich bei Fullington in der ECW-Arena beim Sandman entschuldigen. Fullington kam mit seiner Managerin Woman in den Ring, nahm auch Dreamers Entschuldigung an. Dann riss sich Fullington die Augenbinde von den Augen und griff seinerseits Tommy Dreamer an. Damit war das Comeback Fullingtons vollzogen.
Im Spätsommer 1995 führte Fullington eine brutal angelegte Fehde mit dem Extreme Superstar Steve Austin, der gerade von World Championship Wrestling in die ECW gekommen war. In der ECW verblieb Fullington bis Ende 1998.

### World Championship Wrestling (1999)
Anfang 1999 wechselte Fullington zur World Championship Wrestling über, da ihm diese Liga ein besseres Gehalt zahlen konnte. Er trat dort nun unter der Bezeichnung Hak an und hoffte, wie Hulk Hogan von der WCW zu einem Superstar aufgebaut zu werden. Doch musste Fullington in der WCW die wesentlichen Merkmale seines alten ECW-Charakters ablegen: Er durfte nicht mehr rauchen, Bier trinken und seinen Kendostick einsetzen. Stattdessen kam er mit einem Stück „Stacheldraht“  zum Ring. So blieb er auch nur bis zum Jahresende.

### Extreme Championship Wrestling (1999–2001)
Doch Fullingtons Erwartungen wurden in der WCW nicht so erfüllt, wie er sich es erhofft hatte. Und so kehrte er Ende 1999 wieder zur ECW zurück und verblieb dort nun bis zu deren ruhmlosen Ende im Sommer 2001. Legendär war dort vor allem die Fehde mit Scott Levy, der als „Raven“ dort die Rolle des Super-Heels spielte. So „zog“ dieser Fullingtons Ex-Frau Lori und vor allem den Sohn des Sandman, den damals sechsjährigen Tylor, auf seine Seite. Levy wollte Tylor zu einem „kleinen Raven“ (he's a little Raven, Fullington!) umerziehen. Damals erzielte die ECW auch ihre höchsten Einschaltquoten, da es die emotionalste Fehde war, die die ECW je aufgebaut hatte: Das Publikum sah James Fullington körperlich zusammenbrechen und weinen.

### World Wrestling Federation (2001)
Nach dem Ende der ECW nahm Fullington an der sogenannten „WCW/ECW-Invasion“ in der WWF teil. Allerdings beteiligte er sich dort nur an einem einzigen Match als „Tag Team“ mit Tommy Dreamer. Nachdem es allerdings schnell sichtbar wurde, dass ECWler und WCWler in der WWF nur das „Fallobst“ für deren Stars spielen sollten (begründet wurden diese „Niederlagen“ damit, dass die Ringe zwischen der ehemaligen ECW, WCW und der WWF verschieden groß seien), kehrte er bereits im Juni 2001 der WWF den Rücken.

### Independent (2001–2003)
Nach seinem Weggang aus der WWF nahm Fullington in der ehemaligen ECW-Arena, der alten „Viking Hall“, an einer Veranstaltung teil, die den Namen „Main-Event Championship Wrestling/MECW“ trug. Diese wurde unter anderem vom Wrestler Curt Hennig (dem „Mr. Perfect“ der WWF) veranstaltet. (Dieser war durch eine Rückenverletzung krankheitsbedingt kurz vor einem WWF-Titelmatch um den „WWF-Intercontinental-Championship“-Titel diesem ferngeblieben und etwas später wegen Vertragsbruchs entlassen worden.) Dort traten alle Wrestler der ehemaligen WCW und ECW auf, die entweder von der WWF keinen Vertrag erhalten hatten oder dieser nicht beitreten wollten. An dieser einmaligen Veranstaltung, die alle Erwartungen der ehemaligen ECW-Fans voll erfüllte, nahmen auch Sabu (ECW), Tommy Dreamer (ECW) und Raven (ECW), aber auch Hulk Hogan (WCW), Randy Savage (WCW), Lex Luger (WCW), Brian Adams (WCW), Sting (WCW) und Rowdy Roddy Piper (WWF) teil.
 Danach wurde Fullington kurzfristig von zwei japanischen Ligen verpflichtet.
Nach deren Vertragsablauf kehrte Fullington 2001 wieder in die USA zurück, wo er von Xtreme Pro Wrestling (XPW) verpflichtet wurde. 2002 unterschrieb Fullington bei der Liga Pro-Pain Pro-Wrestling (3PW), deren Vertrag aber noch von der neuen Liga NWA/TNA Wrestling abgelöst wurde. James Fullington verlor aber langsam das Interesse am Wrestling und zog sich nun aus dem aktiven Wrestlinggeschehen zurück. Dennoch nahm Fullington später an einer Veranstaltung der deutschen Wrestling-Liga „wXw“ teil.
Im Jahr 2003 nahm Fullington an einem Wrestling-Turnier teil, das von der IWA ausgerichtet wurde. Dort trat er gegen „Sick“ Nick Mondo an.

### Total Nonstop Action (2003–2004)
Fullington debütierte im Februar 2003 überraschend bei TNA, wo er gegen Raven antrat und verlor. Die nächsten Monate bestritt er Fehden gegen andere Hardcore-Ikonen und ehemalige ECW-Mitstreiter wie Sabu, New Jack und Mike Awesome. Im Februar 2004 bestritt Fullington seinen letzten Kampf und kehrte danach TNA den Rücken.

### World Wrestling Entertainment (2005–2007)

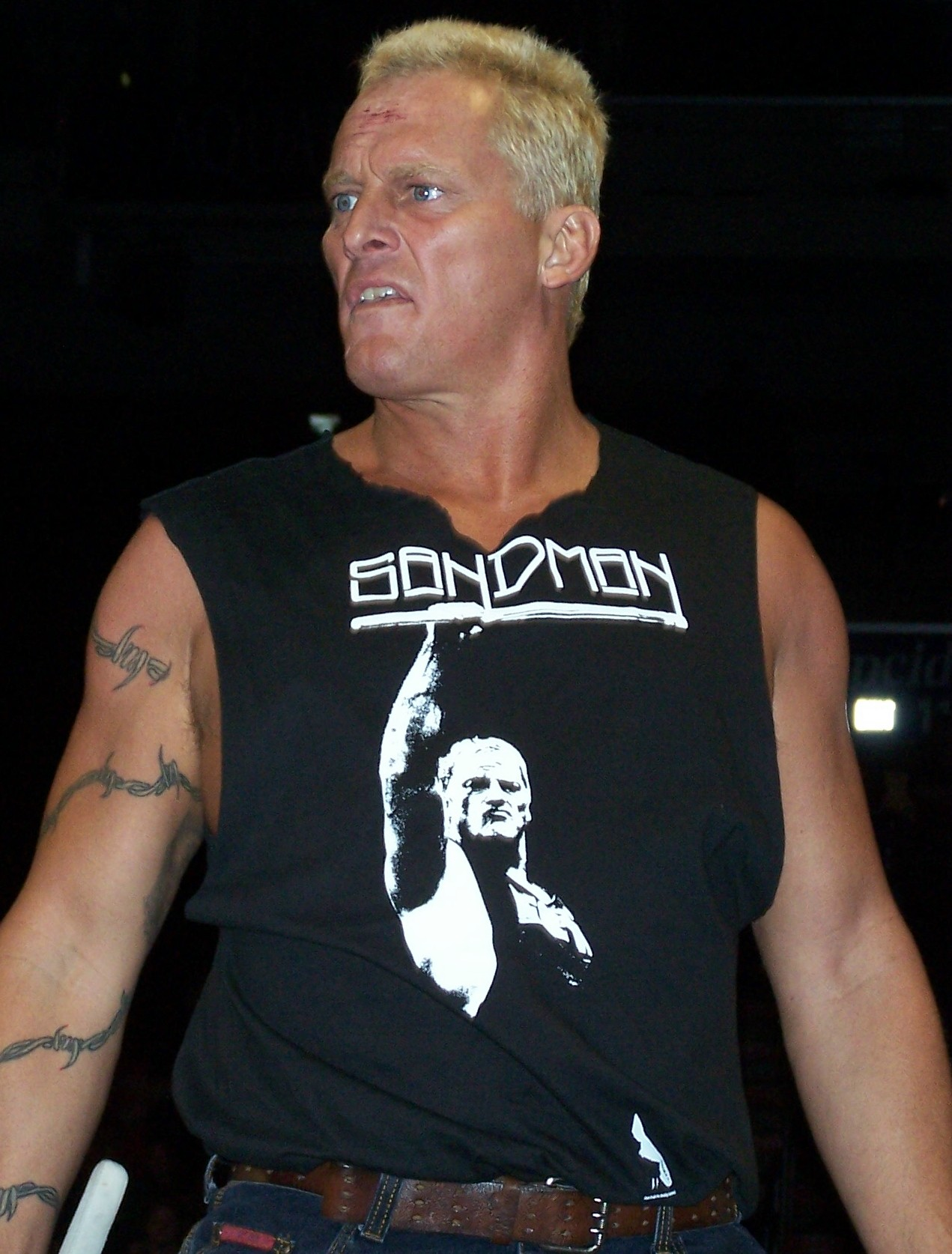
The Sandman (2006)

Im Jahr 2005 nahm er am ECW One Night Stand teil und war ab 2006 fester Bestandteil des neu gegründeten ECW-Rosters der WWE. Am 17. Juni 2007 wurde er im Rahmen der Draft Lottery überraschend zu RAW geschickt. Danach folgten nur noch unbedeutende Auftritte, meist in der B-Show „Heat“. Am 11. September 2007 wurde Fullington von der WWE entlassen, nachdem im Jahresverlauf bereits seine ehemaligen ECW-Kollegen Sabu und Rob Van Dam die Zusammenarbeit mit der WWE beendet hatten.

### Independent (2007–2009)
Nach seiner plötzlichen Entlassung aus der WWE hat Fullington einen kurzfristigen Vertrag mit der Wrestling-Promotion Extreme Wrestling Federation abgeschlossen. Im Januar 2008 nahm er für diese Promotion an einem Wrestling-Turnier teil. Fullington trat außerdem in kleineren Indy-Ligen auf, wo er nur für einzelne Matches verpflichtet wurde. Im Oktober 2008 gab Fullington bekannt, dass er sich endgültig vom Wrestling zurückzieht und damit seine Karriere beendet.
Dennoch stand er im Jahr 2009 noch für verschiedene Independent-Promotionen im Ring und trat sowohl in Amerika als auch in Europa an.

### Total Nonstop Action (2010)
Fullington kehrte im Juli 2010 zu im Rahmen des Pay-Per-Views Hardcore Justice zurück zu TNA. Hierbei hatte er eine kurze Fehde mit P.J. Polaco (Justin Credible), welche allerdings zu keinem Match führte. Im August 2010 wurde Fullington bei einer Folge Impact! von Dixie Carter ein Vertrag angeboten. In den darauf folgenden Wochen erschien Fullington nicht mehr bei TNA und hatte seitdem keine weiteren Auftritte dort.

### Independent (seit 2010)
Seit seinem Weggang von TNA tritt Fullington sporadisch in Independent-Ligen auf.
Im Februar 2014 bestritt er gemeinsam mit seinem Sohn Tyler Fullington ein Tag-Team-Match. Im November 2018 verlor Fullington bei Ring of Honor gegen Silas Young.

## Erfolge
- Extreme Championship Wrestling

- 5× ECW World Heavyweight Champion
- 1× ECW World Tag-Team Champion (mit 2 Cold Scorpio)

- National Wrestling Alliance

- 1× NWA Midwest Tag Team Champion (mit Gary Wolfe)

- Future of Wrestling

- 1× FOW Hardcore Champion

- Stars and Stripes Championship Wrestling

- 1× SSCW Heavyweight Champion

- Total Nonstop Action Wrestling

- 2003 NWA-TNA Hard 10 Tournament winner

- USA Xtreme Wrestling

- 1× UXW United States Champion

- westside Xtreme wrestling

- 1× wXw Hardcore Champion

- Xtreme Pro Wrestling

- 1× XPW Heavyweight Champion
- 1× XPW Death Match Champion

- Frontier Martial-Arts Wrestling

- 1× WEW Tag Team Champion (mit Kodo Fuyuki)

- International Wrestling Cartel

- 1× IWC World Heavyweight Champion

## Persönliches
Fullington besitzt mehrere Universitätsabschlüsse und erfolgreiche Unternehmen. Ferner ist er Vater dreier Kinder: Kelly (* 1987), Tyler (* 1989) und Oliver (* 1994). Seit 2008 ist er Vater einer weiteren Tochter, die er zusammen mit seiner Freundin hat.